# Захват Нассау (1783)
Захват Нассау (англ. Capture of the Bahamas) — состоялся в июле 1783 года, во время Войны за независимость США, когда экспедиция лоялистов под командованием Эндрю Дево́ (англ. Andrew Deveaux) решила вернуть Багамы из-под испанского владычества. Экспедиция прошла успешно, и Нассау пал без единого выстрела. К тому времени, однако, Испания уже признала британский суверенитет над Багамскими островами в обмен на Восточную Флориду в соответствии с Парижским Договором. Последняя операция войны.

## Предыстория
Багамские острова были оккупированы испанцами в мае 1782 года. Однако Сан-Агустин в Восточной Флориде по-прежнему оставался в руках англичан. Испанцы думали, что он слишком хорошо укреплен, и поэтому не пытались его атаковать. Англичанами в Сан-Агустине был составлен план возвращения Багамских островов путём нападения на Нассау. Его возглавил Эндрю Дево — лоялист и ветеран боевых действий на юге колоний.

## Захват
Майор Дево отправился из Сан-Агустина с семьюдесятью соратниками. Через два дня к нему в море присоединились 26-пушечный приватир — бригантина Perseverance, капитан Томас Доу (англ. Thomas Dow) и 16-пушечная бригантина Whitby Warrior (120 человек, капитан Даниэль Уилер англ. Daniel Wheeler). 6 апреля экспедиция встала на якорь у Харбор-Айленд и Элеутеры, и набрала ещё 170 волонтеров для нападения на испанский гарнизон на острове Нью-Провиденс.
Через четыре дня шлюп Flor de Mayo достиг Нью-Провиденс с посланием от губернатора Кубы Луиса де Онзага (исп. Luis de Unzaga), говорящим, что в Европе подписан предварительный мир, и что Багамские острова должны вернуться под британское правление в обмен на Восточную Флориду. Однако было примечание, что военные действия не прекращаются в этих широтах до 20 июля.
Когда флотилия Дево 13 апреля приблизилась к Нью-Провиденсу, испанский командующий дон Антонио Кларако Сауз (исп. Don Antonio Claraco Sauz) принял её за контрабандистов. Его таможенные патрули были захвачены врасплох, обнаружив следующим утром на рассвете, что хорошо вооруженная десантная партия взяла форт Монтегю и три сторожевых бота. Дон Кларако отступил в цитадель и вскоре договорился о прекращении огня; на следующий день Дево его отменил. 16 апреля испанцы затопили оставшиеся корабли и укрылись в основном форту, который решились сдать через два дня.

## Результаты
Более 600 испанцев сдались в плен, были захвачены 50 пушек и 7 кораблей. Пленные испанцы репатриированы на Кубу. Затопленные корабли позднее были подняты.
К этому времени во время предварительных переговоров в Париже Британия уже отказались от Восточной Флориды в обмен на Багамские острова. В награду за свои усилия на Багамах Дево получил значительную часть Кэт-Айленд, где построил в Порт-Хау особняк, остатки которого сохранились.